# Xena (postava)
Xena je fiktivní postava z několika televizních a komiksových děl.
Poprvé se tato postava objevila v seriálu Herkules jako vedlejší postava. Následně v roce 1995 vznikl samostatný pořad Xena. V obou případech postavu ztvárnila herečka Lucy Lawless. Od roku 1997 byl po čtyři roky vydáván komiks Xena: Warrior Princess. Roku 1998 byl natočen animovaný osmdesátiminutový film Herkules a Xena: Boj o Olymp, kde postavu Xeny dabovala Lucy Lawless. Luccy Lawless se coby Xena objevila i v zatím posledním zpracování příběhů této bojovnice ve video filmu Xena: Princezna bojovnice z roku 2002.
V původním hereckém obsazení měla postavu Xeny ztvárnit Vanessa Angel, která ovšem krátce před natáčením vážně onemocněla a nemohla proto odcestovat na Nový Zéland, kde celý seriál vznikl.

## Charakteristika postavy
Xena pocházela z Amphipolisu v Thrákii. Vyrůstala zde společně s mladším bratrem Lyceem a starším Torisem. V minulosti byla Xena zlá, lačnila po krvi a po zlatě; v té době spolupracovala s Boriadem, s kterým také čekala prvního potomka Solana. Když Boriad zemřel, cestovala Xena po Římské republice, kde se seznámila s jejím vládcem Juliem Caesarem, který Xenu podvedl, nechal ji ukřižovat a přerazit nohy. Když Xenu Cesar podvedl, Amazonka Mlila, kterou potkala při cestování po moři, ji zachránila. Xena se poté stala velitelem armády, ale když našli malé dítě, bylo rozhodnuto, že ho Xena musí zabít. To však nedokázala a tak ji Amazonky prohnaly uličkou hanby. Když chtěla Xena všechno vzdát, slyšela křik a viděla vojáky, jak chtějí zotročit nevinné vesničany. Ten den potkala Gabrielu, zachránila ji a spolu s ní i vesničany. Od té doby Xena hájila dobro a stále jí doprovázela Gabriela. Gabriela psala ve svých svitcích o hrdinné Xeně, o jejím dobrodružství a zájmu změnit svět. Po několika letech se Xeně narodila dcera Eva, která byla ze začátku stejná jako Xena – zlá a krutá. Dokonce chtěla zabít Xenu. A stejně jako Xeně, když byla zlá, jí pomáhal Arés, bůh války. Ale potom se Eva stejně jako její matka změnila a začala hájit dobro.